# Hans Spiess (Söldner)

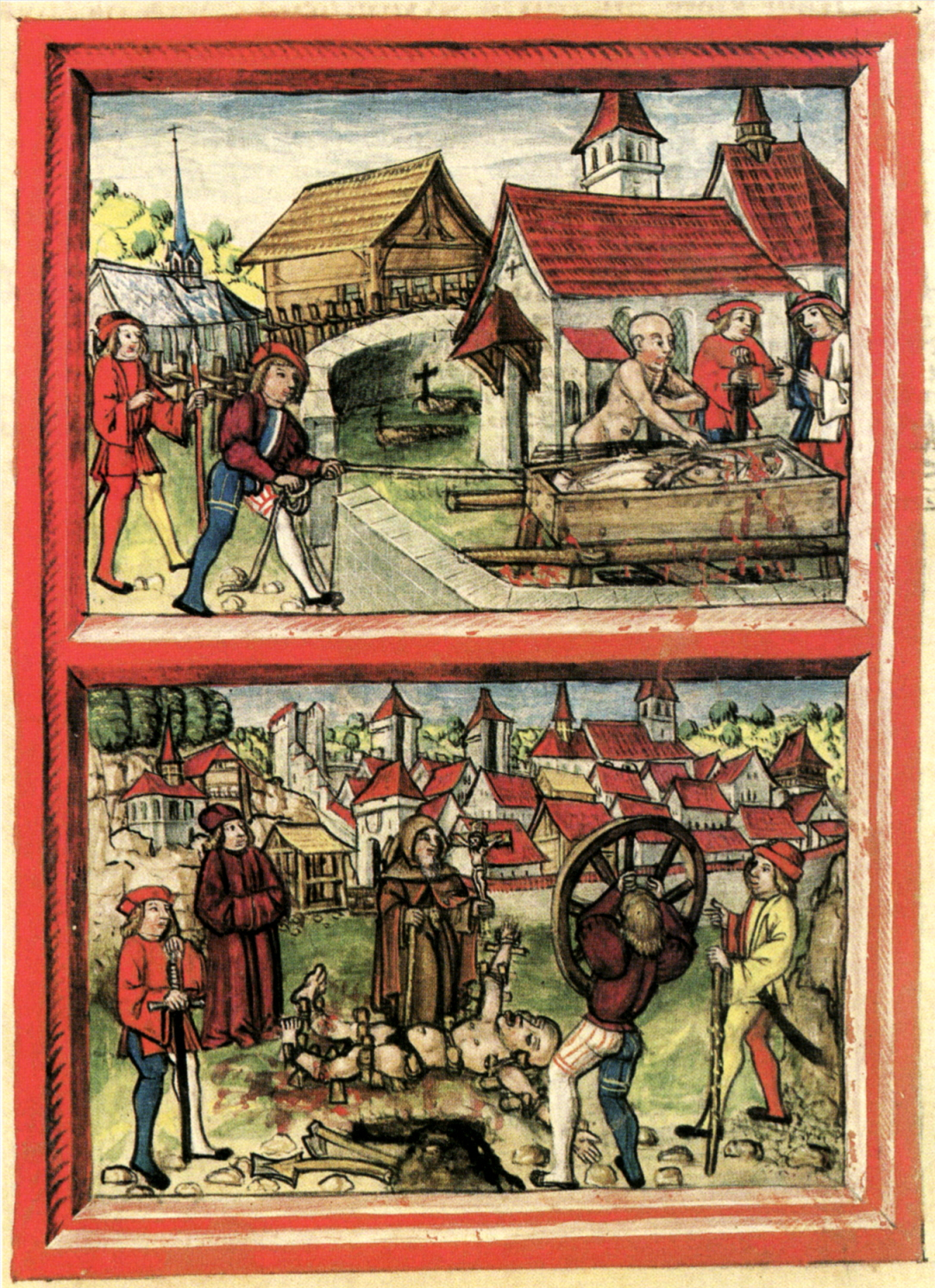
Bahrprobe und Hinrichtung (Chronik des Diebold Schilling d. J., 1513)

Hans Spiess (* in Hergiswil bei Willisau; † 1503 in Ettiswil) war ein Söldner, der wegen Mordes zum Tode verurteilt wurde. Nach einem Gottesurteil, einer sogenannten Bahrprobe, wurde er für schuldig erkannt und hingerichtet.
Valerius Anshelm berichtet in seiner Berner-Chronik in einem Eintrag unter dem Jahr 1503, dass Hans Spiess ein Krieger, Hurer, Spiler, Prasser, seine Frau Margret im Bett erstickt und sich danach wie gewohnt früh außer Haus begeben habe. Kaum war sie begraben, kam das Gerücht auf, ihr Mann habe sie getötet. Spiess wurde in Willisau gefoltert. Da er trotz der Folter seine Unschuld beteuerte, wurde ein Gottesurteil in Form einer Bahrprobe angeordnet, bei welcher der Angeklagte nackt und geschoren seine Unschuld auf die Leiche des Opfers schwören musste – blutete die Leiche, so sollte er schuldig sein. Zwanzig Tage nach der Beerdigung wurde in Ettiswil die Leiche wieder ausgegraben. Nach der Überlieferung soll die Leiche, als Spiess sich ihr näherte, tatsächlich geblutet und sich damit seine Schuld erwiesen haben, woraufhin er die Tat gestand. Trotz Bitte um Gnade wurde er als überführter Mörder gerädert. Ein Zitat aus Anshelms Chronik:
Und also, da diß elend, grusam Ansehen war zugericht, daß er sie mocht sehen, je nächer er hinzugieng, je meh sie wie worgend zum Mund us einen Schum uswarf; und da er gar hinzukam, und sollt schweren, da entfärbt sie sich und fieng an ze bluten, daß’s durch die Baar niderrann, da fiel er nieder uf sine Kniee, bekannt öffentlich sin Mord, und begehrt Gnad.
Spiess musste während der Bahrprobe nackt und geschoren sein, um damals für möglich gehaltene magische Manipulationen, etwa in Form von verborgenen Amuletten, zu unterbinden. Der Glaube, Gott lasse die Wunden eines Opfers bei Anwesenheit des Täters wieder aufbrechen, sei so akzeptiert gewesen, dass noch ein Richter des beginnenden 16. Jahrhunderts dies als Beweis ansah, wie Peter Dinzelbacher in Das fremde Mittelalter – Gottesurteil und Tierprozess schreibt.
Der Fall ist in mehreren zeitgenössischen Chroniken erwähnt: bei der bereits zitierten Berner-Chronik von Valerius Anshelm (1529–1546), dem Luzerner Chronisten Petermann Etterlin (1507) und Diebold Schilling (1513). Gerichtsakten sind jedoch nicht erhalten.